# Catulo da Paixão Cearense
Catulo da Paixão Cearense, né le 8 octobre 1863 ou le 31 janvier 1866 à São Luís dans l'État du Maranhão et mort le 10 janvier 1946 ou le 10 mai 1946 à Rio de Janeiro, est un poète et compositeur brésilien.

## Biographie
Catulo da Paixão Cearense naît le 8 octobre 1863 ou le 31 janvier 1866 à São Luís dans l'État du Maranhão. Il est le fils d'Amâncio José da Paixão Cearense et de son épouse, 
Maria Celestina Braga da Paixão.
En 1883 il arrive à Rio et son père s'installe comme horloger. Il se cultive en lisant de nombreux ouvrages touchant toutes les disciplines. Son père disparaît tragiquement vers la fin des années 1880. Il trouve un emploi dans l'administration de Cais de Porto. Il s'inscrit au collège Teles de Meneseso où il se spécialise dans l'étude du portugais, des mathématiques et du français.
Son œuvre poétique comprend Um Caboclo Brasileiro (1900), Poemas Bravios (1925), Fábulas e Alegorias (1934), Um Boêmio no Céu (1938) et Modinhas (1943).
Il meurt le 10 janvier 1946 ou le 10 mai 1946 à Rio de Janeiro.